# Il molto onorevole ministro
Il molto onorevole ministro (A Majority of One) è un film del 1961 prodotto e diretto da Mervyn LeRoy.
La sceneggiatura si basa su A Majority of One, una commedia in tre atti di Leonard Spigelgass andata in scena a Broadway allo Shubert Theatre e poi all'Ethel Barrymore Theatre prodotta da Dore Schary. Il lavoro teatrale, che debuttò il 12 febbraio 1959, ebbe un grande successo, restando in cartellone per ben 556 recite e chiudendo i battenti il 25 giugno 1960.

## Trama
La signora Jacoby, una vedova il cui unico figlio è stato ucciso in guerra dai giapponesi, accetta malvolentieri di recarsi in Giappone con la figlia Alice che accompagna il marito Jerry in una missione diplomatica che ha come fine un accordo commerciale tra gli Stati Uniti e il paese del Sol Levante. Sul piroscafo, la signora - suo malgrado - diventa amica del signor Asano, un industriale nipponico anche lui colpito da una tragedia familiare legata alla guerra. Jerry, però, sospetta che le attenzioni di Asano per sua suocera siano motivate dall'accordo commerciale. La signora non crede a questa interpretazione dei fatti ma, comunque, accetta di non frequentare più l'industriale. Una volta in Giappone, Jerry offende senza volerlo Asano e il negoziato viene interrotto. La sera, senza avvertire nessuno, la signora Jacoby si reca a casa di Asano dove cena con lui. Il giorno seguente, i negoziati vengono ripresi: in poco tempo, l'accordo viene siglato con soddisfazione di entrambe le parti. Prima della partenza, la signora Jacoby riceve con sorpresa una proposta di matrimonio da Asano, proposta che provoca una reazione bigotta da parte di Alice e Jerry. La signora Jacoby, però, rifiuta, soprattutto perché sia lei che Asano sono ancora troppo legati ai loro ricordi personali.
Sono passati alcuni mesi. Asano giunge a New York come delegato delle Unioni Unite e riannoda i fili della sua amicizia con la signora Jacoby che ora è felice di accettare il suo corteggiamento.

## Produzione
Il film fu prodotto dalla Warner Bros.

## Distribuzione
Il copyright del film, richiesto dalla Warner Bros. Pictures, fu registrato il 15 dicembre 1961 con il numero LP27096.
Distribuito dalla Warner Bros., il film fu presentato a Los Angeles il 27 dicembre 1961 e a New York l'11 gennaio 1962.

## Riconoscimenti
- Golden Globe 1962
  - Miglior film commedia
  - Migliore attrice in un film commedia o musicale (Rosalind Russell)
  - Miglior film promotore di Amicizia Internazionale